# Sandro Calabro
Sandro Calabro (* 11. April 1983 in Den Haag) ist ein niederländischer ehemaliger Fußballspieler.

## Fußballerkarriere

### Frühe Karriere
Sandro Calabro wurde in Den Haag geboren. Der Sohn eines sizilianischen Vaters und einer niederländischen Mutter begann seine Fußballerkarriere in der Jugend von Feyenoord Rotterdam, ohne jedoch den Durchbruch in die erste Mannschaft zu schaffen. Deshalb schloss er sich dem Verein seiner Heimatstadt, ADO Den Haag, an. Er debütierte im Mai 2002 in einem Playoff-Spiel gegen Sparta Rotterdam. Nach zwei Spielzeiten bei ADO unterschrieb er beim FC Utrecht.

### Utrecht, Volendam und Helmond
In seiner ersten Saison für Utrecht spielte er regelmäßig in der ersten Mannschaft, saß jedoch in der zweiten Saison mehrheitlich auf der Bank. Aus diesem Grund wechselte Calabro zum FC Volendam. Dort schoss er zwar oft Tore, doch reichte dies nicht, um sich einen Stammplatz zu erkämpfen. Helmond Sport zeigte reges Interesse, und nach nur einer Saison beim FC Volendam entschied sich Calabro zum Wechsel in die Jupiler League. Bei Helmond Sport war er ein geschätzter Spieler, spielte häufig und schoss zahlreiche Tore.

### VVV-Venlo
Im Mai 2007, kündigte Calabro seinen Wechsel zu VVV-Venlo an. In der Saison 2008/09 avancierte er zum Torschützenkönig der Jupiler League und stieg mit VVV-Venlo in die Ehrendivision auf.

### FC St. Gallen
Am 18. Mai 2010 verpflichtete der FC St. Gallen auf die neue Saison hin den Stürmer, welcher ablösefrei wechselte und einen Vertrag bis zum 30. Juni 2012 unterschrieb.